# Ségrie
Ségrie là một xã trong tỉnh Sarthe ở tây bắc nước Pháp. Xã này nằm ở khu vực có độ cao từ 60-199 mét trên mực nước biển.